# Boys Like Us
Pour plus de détails, voir Fiche technique et Distribution.
Boys Like Us est une comédie dramatique franco-autrichienne réalisée par Patric Chiha en 2014.

## Synopsis
Trois amis gays, trentenaires névrosés, parisiens agités, perdus dans les montagnes autrichiennes. Entre sommets vertigineux et gouffres abyssaux, il est peut-être temps de faire le point sur leurs vies, leurs amours et leur amitié…

## Fiche technique
- Titre original : Boys Like Us
- Réalisation : Patric Chiha
- Scénario : Patric Chiha, Raphaël Bouvet et Nicolas Ducray
- Photographie : Antoine Parouty
- Son : Térence Meunier
- Montage : Caroline Detournay
- Costumes : Joël Dagès
- Musique originale : Haussmann
- Montage son et mixage: Mikaël Barre
- Production : Charlotte Vincent
- Société de production : Aurora Films
- Sociétés de productions: Épicentre Films, Le Fresnoy et Wildart Film, en association avec la SOFICA Cinémage 8
- Société de distribution :  Épicentre Films
- Pays d'origine :  France,  Autriche
- Langue originale : français
- Format : couleur - 1:1,66 - Dolby Digital - DCP
- Durée : 90 minutes
- Dates de sortie :
  -  France : 3 septembre 2014
  - Allemagne: 5 mars 2015

## Distribution
- Florian Carove : Rudolf
- Jonathan Capdevielle : Nicolas
- Raphaël Bouvet : Gabriel
- Inge Maux : Johanna
- Gisèle Vienne : Eva
- Kerstin Daley-Baradel : le fantôme
- Simon Morzé : Michael
- Dennis Cubic : Andreas
- Jean-Luc Verna: Jean-Luc
- Wolfgang Oliver : le maire
- Tiago Manaïa : Pierre
- Isaïe Sultan : le vendeur

## Production

### Tournage
Le tournage a eu lieu en août 2013 et septembre 2013, en France et en Autriche.

### Musique
Le groupe français Haussmann a composé la musique originale du film.

## Accueil

### Sorties nationales
Après l'avoir projeté en avant-première le 19 juin 2014 au Gaumont Opéra à l'occasion de « Jeudi c’est gay-friendly ! » organisé par l'équipe de Yagg, Boys Like Us sort le 3 septembre 2014 dans toute la France.

### Accueil critique
En France, le site Allociné recense une moyenne des critiques presse de 2,8/5, et des critiques spectateurs à 2,3/5. 